# Аноним (фильм)
«Аноним» (англ. Anonymous) — исторический фильм режиссёра Роланда Эммериха, посвящённый шекспировскому вопросу. В главных ролях заняты Рис Иванс и Ванесса Редгрейв. Премьера прошла 11 сентября 2011 года, российский прокат — с 17 ноября.

## Сюжет
В фильме прослежена жизнь Эдуарда де Вера, графа Оксфорда, которого некоторые эксперты считают подлинным автором произведений, опубликованных под именем Уильяма Шекспира. В фильме Эссекс и Оксфорд представлены внебрачными сыновьями королевы Елизаветы, которая также родила от де Вера графа Саутгемптона — адресата шекспировских сонетов.
Де Вер изображается как великий гений, написавший «Сон в летнюю ночь» в возрасте восьми лет. Он вынужден жить в пуританском доме Уильяма Сесила, где спустя годы убивает прячущегося за гобеленом шпиона-слугу, так же, как Полония в «Гамлете». Уильям Сесил использует это убийство, чтобы шантажировать де Вера: заставить поэта вступить в брак без любви и отказаться от литературы. Де Вер вступает в борьбу против советника королевы Уильяма Сесила, который убеждён, что театры грешны, а стихи и пьесы — происки дьявола. Плану Сесила сделать королём Якова I, сына Марии Стюарт, угрожает присутствие де Вера и незаконнорождённого сына королевы, который мог бы стать альтернативным претендентом на престол по линии Тюдоров.
Считая, что «всё искусство политическое… в противном случае это просто украшение», де Вер решает использовать свои тайно написанные произведения для продвижения графа Эссекса против кандидата от Сесилов. Он пишет «Генрих V» и позднее «Ричард III» в качестве пропаганды для разжигания революции, а затем выходит на контакт с Беном Джонсоном, который недавно был заключён в Тауэр по обвинению в призыве к мятежу. Де Вер использует своё влияние, чтобы освободить его и поставить свою пьесу «Генрих V», сыгранную под авторством Джонсона. По фильму Шекспир оказывается забулдыгой-лицедеем, под чьим именем Оксфорд печатает свои пьесы после того, как от этой роли отказался Бен Джонсон.
Беспринципный молодой актёр Уильям Шекспир, обнаружив личность реального автора, вымогает деньги у де Вера, чтобы построить театр «Глобус». Секрет Шекспира раскрывает драматург Кристофер Марло — и ему приходится заплатить за это своей жизнью. Де Вер использует пьесу «Ричард III», тонко изобразив завуалированное нападение на Роберта Сесила. Это подстрекает толпу к походу на Сесила, что по тайному замыслу должно пошатнуть его позиции при дворе и ослабить попытки Сесила в продвижении шотландского Якова как наследника Елизаветы. В то же время Эссекс должен идти вместе с графом Саутгемптоном и толпой во дворец, чтобы продвинуть свои собственные претензии на преемственность. План срывается: завистливый Джонсон выдаёт план заговора Сесилу, который блокирует толпу и останавливает её до присоединения к Эссексу. Королева под влиянием Сесила считает, что Эссекс пытается сместить её силой, легко захватывает и Эссекса, и Саутгемптона. Обоим грозит казнь.
Роберт Сесил раскрывает сломленному де Веру тайны: у Елизаветы рождалось много внебрачных сыновей, одним из которых был сам де Вер. Это означает, что де Вер совершил непреднамеренный инцест со своей матерью, а его сын позже стал графом Саутгемптоном. Для того, чтобы спасти сына от обезглавливания, де Вер умоляет королеву и соглашается с тем, чтобы остаться анонимным автором «Шекспировских» работ. После смерти королевы реализуется план Сесила относительно Якова, хотя надежды на более пуританский режим разрушены. Оказавшись в Лондоне, Яков выражает надежду увидеть ещё больше работ Шекспира. Сам Шекспир уходит от своих нажитых нечестным путём доходов в Стратфорд, чтобы стать бизнесменом, а де Вер умирает в 1604 году.
Однако Сесил по-прежнему хочет уничтожить рукописи Уильяма Шекспира и поджигает театр «Глобус». Сесил посчитал, что рукописи превратились в пепел вместе с театром. Однако это не мешает Джонсону позже их обнаружить в сохранности. Но истина, что их реальным автором был Эдуард де Вер, а не малограмотный актёр из Стратфорда, остаётся скрытой.

## В ролях
- Ванесса Редгрейв — королева Елизавета I
- Рис Иванс — Эдуард де Вер, 17-й граф Оксфорд[1]
- Джейми Кэмпбелл Бауэр — молодой Оксфорд
- Дэвид Тьюлис — Уильям Сесил, 1-й барон Баргли
- Эдвард Хогг — Роберт Сесил, 1-й граф Солсбери
- Джоэли Ричардсон — молодая королева Елизавета
- Ксавьер Сэмюэл — Генри Ризли, 3-й граф Саутгемптон
- Рэйф Сполл — Уильям Шекспир
- Антье Тьеле — леди де Вер
- Роберт Эммс — Томас Деккер
- Тони Уэй — Томас Нэш
- Себастьян Арместо — Бен Джонсон
- Тристан Гравелль — Кристофер Марло
- Сэм Рид — Роберт Деверё, 2-й граф Эссекс
- Марк Райлэнс — шекспировский актёр в театре «Глобус»
- Дерек Джейкоби — рассказчик (пролог и эпилог)
- Ллойд Хатчинсон — Ричард Бёрбедж
- Джеймс Клайд — Яков I
- Алекс Хэсселл — Спенсер

## Критика
Хотя фильм привёл в восторг авторитетного Роджера Эберта, в целом американские критики восприняли фильм без энтузиазма. Дэвид Денби из журнала New Yorker счёл сюжет «абсурдной фантазией» сценаристов, запутавшихся во внебрачных связях известной своей асексуальностью королевы; фильм изобилует «бесконечными сценами не поддающихся расшифровке дворцовых интриг, которые плетут в тёмных прокопчённых комнатах». А. О. Скотт (The New York Times) назвал фильм «вульгарной разводкой из области английской литературы, издевательством над британской историей и наглым оскорблением воображения зрителей». «Чем меньше вы знаете о Шекспире, тем больше вам понравится „Аноним“», — пишет кинообозреватель канадской Globe and Mail. Лу Луменик (New York Post) отметил достойный уровень актёрских работ, приятность «картинки» для глаза и увлекательность сюжетных хитросплетений.
Из российских кинокритиков Лидия Маслова на страницах «Коммерсанта» сравнила фильм Эммериха с «обширной и запутанной таблоидной заметкой», для автора которой «нет принципиальной разницы между Шекспиром и Годзиллой — это мифические существа, значение которых сильно преувеличено, но именно это позволяет напугать и заморочить широкого зрителя».
На 84-й церемонии вручения премии «Оскар» фильм был номинирован в категории «Лучший дизайн костюмов».
В знак протеста против выхода фильма организация шекспироведов «Shakespeare Birthplace Trust» перечеркнула имя Шекспира на дорожных знаках в графстве Уорикшир, а памятник драматургу в Стратфорде-на-Эйвоне закрыла полотном.